# Sherlock Holmes (librogame)
(presentazione della serie)

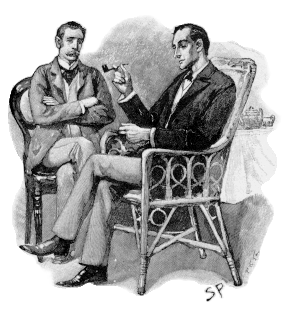
Holmes e Watson

Sherlock Holmes (Sherlock Holmes Solo Mysteries) è una serie di 8 librogame ambientati nell'Inghilterra vittoriana, negli ambienti e nelle atmosfere del personaggio creato da Arthur Conan Doyle. Sono stati originariamente pubblicati dalla ICE in collaborazione con la Berkley negli Stati Uniti nel 1987 e sono stati pubblicati in italiano a partire dal 1990, inserita nella collana librogame della casa editrice Edizioni EL, per terminare due anni più tardi con l'uscita dell'ottavo volume. In lingua originale era previsto anche una nona avventura, che tuttavia è rimasta non pubblicata.
In seguito probabilmente ai problemi finanziari in cui la ICE incorse alla fine degli ottanta per via di dispute legali sulla pubblicazione delle collane Middle-earth Quest e di Narnia Solo Games la serie venne interrotta.

## Sistema di gioco
In ognuno dei volumi della serie, il lettore interpreta di volta in volta un diverso aspirante detective, incaricato di risolvere un caso e facilitato nel suo compito dalla preziosa assistenza di Holmes e Watson. Durante il dipanarsi della narrazione interattiva, il giocatore deve raccogliere prove, compiendo ispezioni o interrogando testimoni. Alla fine dell'avventura arriverà il confronto con Holmes, che valuterà la prova di detective offerta dal lettore spiegando se è riuscito o meno a risolvere il caso.
Durante il gioco si viene a conoscenza di numerosi indizi da cui trarre decisioni e deduzioni. Talvolta il testo indica al lettore di riportare nel Foglio degli indizi una certa prova: le decisioni o le deduzioni, numerate da 1 in poi, oppure gli indizi, distinti per lettera dalla A in poi.
Il personaggio ha 6 qualità che influiscono sul suo modo di affrontare l'avventura: abilità, astuzia, intuito, carisma, osservazione e cultura. Per ciascuna di esse viene assegnato un bonus qualitativo (positivo o negativo) a cui sommare di volta in volta il lancio dei dadi quando si devono effettuare azioni particolari. Il detective ha anche a disposizione somme di denaro e un inventario degli oggetti che ha con sé.

## Libri pubblicati
1. Gerald Lientz. Omicidio al Diogenes Club (Murder at the Diogenes Club, 1987), tr. Saulo Bianco, 1990.
Un uomo d'affari non tanto rispettabile viene trovato morto nella silenziosa sala di lettura del prestigioso Diogenes Club: il giocatore deve scoprire come si sono svolti i fatti.
2. Peter Ryan. Lo smeraldo del fiume nero (The Black River Emerald, 1987), tr. Saulo Bianco, 1990.
Il rampollo di una nobile famiglia porta a scuola un preziosissimo smeraldo, su cui dicono gravi una maledizione, ma viene derubato. Al suo migliore amico il compito di far luce sull'autore e sul movente.
3. Gerald Lientz. Il caso Milverton (Death at Appledore Towers, 1987), tr. Roberta Gefter Wondrich, 1990. 
Un ricattatore di esponenti della nobiltà viene ucciso nella sua residenza di campagna. Un giallo classico con una conclusione sconvolgente per il lettore.
4. Gerald Lientz. Watson sotto accusa (The Crown vs. Dr. Watson, 1988), tr. Roberta Gefter Wondrich, 1991.
Lo scenario tradizionale delle indagini è sconvolto da due eventi inaspettati. Holmes è morto in un misterioso incidente, mentre Watson viene accusato di un omicidio che giura di non aver commesso.
5. Milt Creighton I Dinamitardi (The Dynamiters, 1988), tr. Roberta Gefter Wondrich, 1991.
Una bomba alla stazione della metropolitana di Paddington uccide un giovane ufficiale che non doveva trovarsi là. L'amico indaga sugli sviluppi del caso, arrivando molto lontano dal punto di partenza.
6. Gerald Lientz. Un duello d'altri tempi (The Honour of the Yorkshire Light Artillery, 1988), tr. Elena Colombetta, 1992. 
La rievocazione di un duello avvenuto a Waterloo è l'occasione per la pubblica esposizione di un'aquila d'oro massiccio tempestata di gemme, vanto del reggimento di Artiglieria leggera dello Yorkshire. Il lettore deve impedirne il furto.
7. Milt Creighton. Intrigo a Buckingham Palace (The Royal Flush, 1988), tr. Marco Spada, 1992.
Una guardia di Buckingham Palace viene misteriosamente assassinata, forse da un membro della famiglia reale. Al lettore, detective di sangue blu, il compito di scoprire con molto tatto cosa è accaduto.
8. Gerald Lientz. L'erede scomparso (The Lost Heir, non pubblicato), tr. Fabio Accurso, 1993.
Un'eredità miliardaria, cinque pretendenti ognuno pronto a giurare di esserne il beneficiario. Vicenda complicata da dipanare per il giocatore.

L'ultimo libro della serie è rimasto inedito in inglese, anche se la traduzione italiana, spagnola e francese furono pubblicate.

## Videogiochi
Dai primi due libri sono stati tratti videogiochi ufficiali per dispositivi mobili iOS nel 2012 e 2013 dalla AppEndix LLC.